# The K&D Sessions
The K&D Sessions (oryginalna pisownia na okładce albumu: The K&D Sessions™) – album zawierający didżejski mix Kruder & Dorfmeister, wydany 5 października 1998 roku nakładem wytwórni Studio !K7 i G-Stone Recordings.

## Album

### Historia
Album The K&D Sessions został zmiksowany przez duet Kruder & Dorfmeister w Studio !K7 i wydany 5 października 1998 roku jako podwójny CD i poczwórny LP, a w grudniu 2014 roku jako digital download (24 pliki FLAC). 28 lutego 1999 roku duet rozpoczął dwutygodniową trasę koncertową po Stanach Zjednoczonych i Kanadzie, promującą album.
W 2022 roku The K&D Sessions dzięki porozumieniu Apple Music z wytwórnią !K7 Records został udostępniony po raz pierwszy w wersji streamingowej.

### Charakterystyka muzyczna
Dwupłytowy The K&D Sessions to przede wszystkim album z miksami K&D, który jest uzupełnieniem dwóch podobnych, wydanych wcześniej albumów. Każdy z 21 utworów jest przeróbką (autorstwa Krudera, Dorfmeistera lub obu) utworów takich artystów jak: Roni Size, Lamb, David Holmes, Bomb the Bass, Depeche Mode, Bone Thugs-n-Harmony, Sofa Surfers i Count Basic. Na drugim krążku znalazł się również własny utwór duetu, „Boogie Woogie”. Wydawnictwo odznaczało się oryginalnym wówczas stylem produkcji: przytępione bity, dubowe pogłosy i przestrzenne projekty dźwiękowe.

### Lista utworów
Zestaw utworów:
Part One:
| Nr  | Tytuł utworu                                                                              | Oryginalny wykonawca | Długość |
| --- | ----------------------------------------------------------------------------------------- | -------------------- | ------- |
| 1.  | „Heroes (Kruder's Long Loose Bossa)”                                                      | Roni Size            | 6:30    |
| 2.  | „Jazz Master (K&D Session™)”                                                              | Alex Reece           | 8:20    |
| 3.  | „Speechless (Drum 'N' Bass)”                                                              | Count Basic          | 6:37    |
| 4.  | „Going Under (Main Version) (K&D Session™)”                                               | Rockers Hi-Fi        | 8:37    |
| 5.  | „Bug Powder Dust (K&D Session™)”                                                          | Bomb the Bass        | 7:20    |
| 6.  | „Rollin' On Chrome (Wild Motherfucker Dub)”                                               | Aphrodelics          | 5:39    |
| 7.  | „Useless (K&D Session™)”                                                                  | Depeche Mode         | 6:13    |
| 8.  | „Gotta Jazz (Richard Dorfmeister Remix)”                                                  | Count Basic          | 5:32    |
| 9.  | „Donaueschingen (Peter Kruder's Donaudampfschifffahrtsgesellschaftskapitänskajütenremix)” | Rainer Trüby Trio    | 6:55    |
| 10. | „Trans Fatty Acid (K&D Session™)”                                                         | Lamb                 | 8:31    |
|     |                                                                                           |                      | 1:10:14 |

Part Two:
| Nr  | Tytuł utworu                               | Oryginalny wykonawca | Długość |
| --- | ------------------------------------------ | -------------------- | ------- |
| 1.  | „Gone (K&D Session™)”                      | David Holmes         | 8:30    |
| 2.  | „Sofa Rockers (Richard Dorfmeister Remix)” | Sofa Surfers         | 4:31    |
| 3.  | „Eastwest (Stoned Together)”               | Mama Oliver          | 5:10    |
| 4.  | „Bug Powder Dust (Dub)”                    | Bomb the Bass        | 6:20    |
| 5.  | „Boogie Woogie”                            | Kruder & Dorfmeister | 3:20    |
| 6.  | „Where Shall I Turn (K&D Session™ Vol.2)”  | Sin                  | 5:53    |
| 7.  | „1st Of Tha Month (K&D Session™)”          | Bone Thugs-n-Harmony | 5:49    |
| 8.  | „Lexicon”                                  | Kruder & Dorfmeister | 1:04    |
| 9.  | „Bomberclaad Joint (K+D Session™)”         | Knowtoryous          | 3:47    |
| 10. | „Going Under (Evil Love And Insanity Dub)” | Rockers Hi-Fi        | 4:33    |
| 11. | „Million Town (K&D Session™)”              | Strange Cargo        | 7:31    |
|     |                                            |                      | 56:28   |

Wydawnictwo digital download zawiera 3 bonusowe utwory:
| Nr | Tytuł utworu                                                                                    | Oryginalny wykonawca | Długość |
| -- | ----------------------------------------------------------------------------------------------- | -------------------- | ------- |
| 1. | „The Revenge Of The Bomberclad Joint: The Kruder & Dorfmeister Session Pt. II (The Lost Tapes)” | Knowtoryous          | 4:18    |
| 2. | „Strange Life (K&D Remix)”                                                                      | Count Basic          | 4:34    |
| 3. | „Hide & Seek (K&D Remix)”                                                                       | Count Basic          | 4:47    |
|    |                                                                                                 |                      | 13:39   |

## Odbiór

### Opinie krytyków
| Oceny łączne      | Oceny łączne |
| Publikacja        | Ocena        |
| ----------------- | ------------ |
| Album of the Year | 78/100       |
| Recenzje          |              |
| Publikacja        | Ocena        |
| AllMusic          | [ 5 ]        |
| The Independent   | [ a ] [ 8 ]  |
| NME               | 6/10         |
| Pitchfork         | 7.4/10       |
| RYM               | 3.86/5       |
| Sputnikmusic      | 5.0/5        |

Według Johna Busha z AllMusic „The K&D Sessions jest dowodem na to, że [Kruder i Dorfmeister] wciąż robią to, co robią najlepiej – tworzą najrozkoszniej stępioną muzykę, jaką świat kiedykolwiek słyszał”, „a dźwięczące sample wokalne, które odbijają się echem w remiksie ‘Bug Powder Dust’ Bomb the Bass dowodzą, że Kruder & Dorfmeister znają techniki dubu XXI wieku lepiej, niż inni producenci”. 
„Pierwszy krążek jest na tyle innowacyjny i wciągający, że zasługuje na wysokie noty” – stwierdza Taylor M. Clark na łamach magazynu Pitchfork dodając: „ale ostatecznie nawet umiejętności Krudera i Dorfmeistera nie są w stanie złagodzić głębokiego bólu trzewi, którego doświadczam słuchając jakiegokolwiek hałasu wydobywającego się z wokalistów Rockers Hi-Fi i Bomb the Bass. Mimo to, ostatnie pięć utworów na pierwszej płycie jest tak powalające, że nadający się tylko do wyrzucenia drugi krążek nie jest w stanie tego zepsuć. The K&D; Sessions jest warte zakupu, jeśli uważasz się za fanatyka bitów”.
„Kompilacja Kruder & Dorfmeister The K&D Sessions z 1998 roku to przełomowy album dla fanów elektronicznego downtempo” – uważa Alex Hudson z magazynu Exclaim!.
W opinii Tima Perry’ego z The Independent „wiedeński duet odcisnął swoją osobowość i pejzaż dźwiękowy na utworach Roniego Size’a, Davida Holmesa, Lamb i innych, tworząc na dwóch płytach CD spójny, dubowy efekt, łączący ambient i drum'n'bass”. 
Natomiast zdaniem Bena Willmotta z NME The K&D Sessions to „150-minutowa, pełna wad i błędów encyklopedia sesji Kruder & Dorfmeister”.

### Listy tygodniowe
| Kraj    | Lista                      | Pozycja |
| ------- | -------------------------- | ------- |
| Austria | AustrianCharts             | 12      |
| Niemcy  | Offizielle Deutsche Charts | 53      |

### Sukces komercyjny i znaczenie
7 marca 2000 roku album otrzymał certyfikat Złotej Płyty przyznany mu przez IFPI Austria.
Album przyniósł uznanie muzykom. Wywarł znaczący wpływ na eklektyczną, opartą na hip-hopie muzykę downtempo, przeżywającą swój rozkwit w latach 90. XX i na początku XXI wieku. Stał się czymś w rodzaju legendy w świecie muzyki chillout i downtempo, świadectwem żywotności gatunku i kompilacji remiksów, obecnym w pierwszej dziesiątce list fanów chilloutu na całym świecie.